# 大爆走 (映画)
『大爆走』（だいばくそう、I fidanzati della morte）は1956年製作(公開は1957年)のモータースポーツシーンを舞台にしたイタリア映画である。イーストマンカラー、トータルスコープ。

## 概説
日本公開は1965年、東京第一フィルムがイタリア超大作として宣伝、配給した。当時のイタリアの人気女優、シルヴァ・コシナを筆頭に、1959年のドイツ映画祭で来日して以来人気のあったトニー・ザイラーとの共演で知られるマルギット・ニュンケ、戦前からのスターであったハンス・アルバースの出演作品であるため、また、監督のロモロ・マルチェリーニは『ローマ・オリンピック1960』(La grande olimpiade) (1961)を作成しており、ちょうど、映画『東京オリンピック』公開直後であったため、旧作にも拘らず公開されたものと考えられる。その後、2017年4月現在では、日本国内だけではなく、イタリアを含めヨーロッパでも DVD などの発売はされていなかった。

## スタッフ
- 監督: ロモロ・マルチェリーニ
- 脚本: ジュゼッペ・デ・サンティス(クレジット上は、ジーノ・デ・サンティス), ニコロ・フェラーリ, ロモロ・マルチェリーニ

## 出演
- リク・バッタリア
- シルヴァ・コシナ
- マルギット・ニュンケ
- ハンス・アルバース

## 註
1. ↑  この作品の復元が Rodaggio Film によって企画されており(KickStarter)、2017年5月に予定の資金に達して、しばらくのちに計画通り発売された。2017年9月現在、同社のサイトから、日本からも購入可能となっている。